# Llista de topònims del Morell
Llista de topònims (noms propis de lloc) del municipi del Morell, al Tarragonès
Informació actualitzada per un bot. Els canvis manuals es perdran quan s'actualitzi!

## casa
| imatge | Nom                             | Ubicat a  | instància de           | Detalls                         | coordenades                                                                                 | Protecció                                            | Commons (més fotos)             | Dades a WD                    |
| ------ | ------------------------------- | --------- | ---------------------- | ------------------------------- | ------------------------------------------------------------------------------------------- | ---------------------------------------------------- | ------------------------------- | ----------------------------- |
|        | Cal Girona Nou                  | el Morell | casa                   | Estil: arquitectura popular     | 41° 11′ 33″ N, 1° 12′ 38″ E / 41.192501°N,1.21048°E                                         | bé integrant del patrimoni cultural català           | Cal Girona Nou                  | Modifica les dades a Wikidata |
|        | Cal Girona Vell                 | el Morell | casa                   | Estil: arquitectura popular     |                                                                                             | bé cultural d'interès local                          |                                 | Modifica les dades a Wikidata |
|        | Casa Castellví                  | el Morell | casa                   | Estil: arquitectura neoclàssica | 41° 11′ 33″ N, 1° 12′ 23″ E / 41.192456°N,1.20635°E 98 msnm                                 | bé cultural d'interès local                          | Casa Castellví (el Morell)      | Modifica les dades a Wikidata |
|        | Casa del Marquès de Vallgornera | el Morell | casa                   | Estil: arquitectura popular     | 41° 11′ 34″ N, 1° 12′ 31″ E / 41.192806°N,1.208735°E ca:Plaça de la Font, 16                | bé cultural d'interès local                          | Casa del Marquès de Vallgornera | Modifica les dades a Wikidata |
|        | Casal dels Montoliu             | el Morell | casa casa consistorial | Estil: arquitectura neoclàssica | 41° 11′ 32″ N, 1° 12′ 31″ E / 41.192197°N,1.208627°E ca:Plaça de l'Era del Castell 102 msnm | bé d'interès cultural bé cultural d'interès nacional | Casal dels Montoliu             | Modifica les dades a Wikidata |
|        | casa Baldric                    | el Morell | casa                   | Estil: arquitectura popular     | 41° 11′ 33″ N, 1° 12′ 33″ E / 41.192528°N,1.209281°E                                        | bé cultural d'interès local                          | Casa Baldric                    | Modifica les dades a Wikidata |

## curs d'aigua
| imatge | Nom               | Ubicat a                                                 | instància de | Detalls                                               | coordenades                                                                                                  | Protecció | Commons (més fotos)           | Dades a WD                    |
| ------ | ----------------- | -------------------------------------------------------- | ------------ | ----------------------------------------------------- | --- | --------- | ----------------------------- | ----------------------------- |
|        | Francolí          | Conca de Barberà Alt Camp Tarragonès                     | curs d'aigua | Desemboca: mar Mediterrània Llarg: 60km Conca: 838km² | 41° 23′ 56″ N, 1° 03′ 08″ E / 41.398944°N,1.052333°E 41° 06′ 24″ N, 1° 13′ 39″ E / 41.106639°N,1.227446°E    |           | Francolí River                | Modifica les dades a Wikidata |
|        | riera de la Selva | l'Albiol el Morell Vilallonga del Camp la Selva del Camp | curs d'aigua | Desemboca: Francolí                                   | 41° 11′ 48″ N, 1° 13′ 50″ E / 41.196601°N,1.2306076°E 41° 12′ 00″ N, 1° 14′ 00″ E / 41.2°N,1.2333333333333°E |           | Riera de la Selva (Baix Camp) | Modifica les dades a Wikidata |
|        | riu de Glorieta   | Mont-ral Alcover Vilallonga del Camp el Rourell          | curs d'aigua | Desemboca: Francolí                                   | 41° 16′ 55″ N, 1° 03′ 40″ E / 41.282057°N,1.061024°E 41° 12′ 38″ N, 1° 13′ 57″ E / 41.210571°N,1.232455°E    |           | Glorieta River                | Modifica les dades a Wikidata |

## edifici
| imatge | Nom                              | Ubicat a  | instància de | Detalls                           | coordenades                                          | Protecció                                  | Commons (més fotos)              | Dades a WD                    |
| ------ | -------------------------------- | --------- | ------------ | --------------------------------- | ---------------------------------------------------- | ------------------------------------------ | -------------------------------- | ----------------------------- |
|        | Escoles públiques Ventura Gassol | el Morell | edifici      | Estil: racionalisme arquitectònic | 41° 11′ 30″ N, 1° 12′ 28″ E / 41.19156°N,1.207675°E  | bé cultural d'interès local                | Escoles públiques Ventura Gassol | Modifica les dades a Wikidata |
|        | la Peixateria                    | el Morell | edifici      | Estil: racionalisme arquitectònic | 41° 11′ 34″ N, 1° 12′ 32″ E / 41.192695°N,1.208946°E | bé integrant del patrimoni cultural català | La Peixateria (el Morell)        | Modifica les dades a Wikidata |

## masia
| imatge | Nom             | Ubicat a  | instància de | Detalls                         | coordenades | Protecció                   | Commons (més fotos) | Dades a WD                    |
| ------ | --------------- | --------- | ------------ | ------------------------------- | --- | --------------------------- | ------------------- | ----------------------------- |
|        | Casa Peris      | el Morell | masia        |                                 | 41° 11′ 27″ N, 1° 12′ 38″ E / 41.1908040299135°N,1.21056112518159°E                                                |                             |                     | Modifica les dades a Wikidata |
|        | Mas de Galliner | el Morell | masia        |                                 | 41° 11′ 35″ N, 1° 11′ 41″ E / 41.1931308025396°N,1.19459049206304°E                                                |                             |                     | Modifica les dades a Wikidata |
|        | Mas de Marxant  | el Morell | masia        |                                 | 41° 12′ 01″ N, 1° 12′ 15″ E / 41.20016472°N,1.20418889°E 106 msnm                                                  |                             |                     | Modifica les dades a Wikidata |
|        | Mas de Mercader | el Morell | masia        |                                 | 41° 11′ 42″ N, 1° 12′ 46″ E / 41.1950427497924°N,1.21263983074014°E                                                |                             |                     | Modifica les dades a Wikidata |
|        | Mas de Mestre   | el Morell | masia        | Estil: arquitectura neoclàssica | 41° 11′ 43″ N, 1° 11′ 47″ E / 41.19521°N,1.196439°E ca:Carretera de Reus                                           | bé cultural d'interès local |                     | Modifica les dades a Wikidata |
|        | Mas de Petet    | el Morell | masia        |                                 | 41° 13′ 01″ N, 1° 13′ 54″ E / 41.2170089216219°N,1.23171245442159°E                                                |                             |                     | Modifica les dades a Wikidata |
|        | Mas del Calero  | el Morell | masia        |                                 | 41° 11′ 34″ N, 1° 12′ 22″ E / 41.1927692698198°N,1.20603593792801°E                                                |                             |                     | Modifica les dades a Wikidata |
|        | Mas del Maset   | el Morell | masia        |                                 | 41° 11′ 34″ N, 1° 12′ 52″ E / 41.1926838123646°N,1.21444497643574°E                                                |                             |                     | Modifica les dades a Wikidata |
|        | el Masetet      | el Morell | masia        |                                 | 41° 11′ 40″ N, 1° 12′ 09″ E / 41.1944905354457°N,1.20262615825276°E                                                |                             |                     | Modifica les dades a Wikidata |
|        | la Sínia        | el Morell | masia        | Estil: arquitectura neoclàssica | 41° 11′ 44″ N, 1° 12′ 42″ E / 41.195564°N,1.211613°E es:MAS LA SÍNIA, Ctra. del Cementiri, Morell, el (Tarragonès) | bé cultural d'interès local |                     | Modifica les dades a Wikidata |

## molí d'aigua
| imatge | Nom             | Ubicat a  | instància de | Detalls                                                  | coordenades                                                       | Protecció                                  | Commons (més fotos) | Dades a WD                    |
| ------ | --------------- | --------- | ------------ | -------------------------------------------------------- | ----------------------------------------------------------------- | ------------------------------------------ | ------------------- | ----------------------------- |
|        | Molí Nou        | el Morell | molí d'aigua | Estil: arquitectura popular Estat: enderrocat o destruït |                                                                   | bé integrant del patrimoni cultural català |                     | Modifica les dades a Wikidata |
|        | Molí del Codony | el Morell | molí d'aigua |                                                          | 41° 12′ 37″ N, 1° 13′ 54″ E / 41.210355555556°N,1.2317777777778°E | bé cultural d'interès local                | Molí del Codony     | Modifica les dades a Wikidata |

## Misc
| imatge | Nom                           | Ubicat a  | instància de                                   | Detalls                         | coordenades                                                                                         | Protecció                                  | Commons (més fotos)       | Dades a WD                    |
| ------ | ----------------------------- | --------- | ---------------------------------------------- | ------------------------------- | --------------------------------------------------------------------------------------------------- | ------------------------------------------ | ------------------------- | ----------------------------- |
|        | Font pública                  | el Morell | font                                           | Estil: arquitectura neoclàssica | 41° 11′ 34″ N, 1° 12′ 32″ E / 41.192695°N,1.208946°E ca:Plaça de la Font                            | bé integrant del patrimoni cultural català | Font pública (el Morell)  | Modifica les dades a Wikidata |
|        | Muralla del Morell            | el Morell | muralla urbana                                 | Estil: arquitectura popular     | 41° 11′ 33″ N, 1° 12′ 33″ E / 41.192496°N,1.209235°E                                                | bé cultural d'interès local                | Muralla del Morell        | Modifica les dades a Wikidata |
|        | Polígon industrial del Morell | el Morell | polígon industrial                             |                                 | 41° 11′ 56″ N, 1° 13′ 27″ E / 41.1989666084676°N,1.22406506215348°E                                 |                                            |                           | Modifica les dades a Wikidata |
|        | Sant Martí del Morell         | el Morell | església                                       | Estil: barroc                   | 41° 11′ 32″ N, 1° 12′ 32″ E / 41.1921°N,1.20887°E ca:Plaça de l'Església, 1                         | bé cultural d'interès local                | Sant Martí del Morell     | Modifica les dades a Wikidata |
|        | el Morell                     | el Morell | entitat singular de població capital municipal | 3851 hab                        | 41° 11′ 34″ N, 1° 12′ 27″ E / 41.19288424°N,1.20738579°E 99 msnm                                    |                                            |                           | Modifica les dades a Wikidata |
|        | estació del Morell            | el Morell | estació de ferrocarril                         |                                 | 41° 11′ 25″ N, 1° 12′ 43″ E / 41.19013888888889°N,1.2120277777777777°E                              |                                            |                           | Modifica les dades a Wikidata |
|        | la Granja de Santes Creus     | el Morell | granja                                         | Estil: arquitectura popular     | 41° 12′ 38″ N, 1° 13′ 46″ E / 41.210528°N,1.22953°E ca:Camí del Cementiri cap al Francolí           | bé cultural d'interès local                | La Granja de Santes Creus | Modifica les dades a Wikidata |
|        | “La Mà Com a Eina”            | el Morell | monument                                       |                                 | 41° 11′ 31″ N, 1° 12′ 31″ E / 41.1920051574707°N,1.2085200548171997°E ca:Plaça de l'Era del Castell |                                            |                           | Modifica les dades a Wikidata |